# Microcharis medicaginea
Microcharis medicaginea är en ärtväxtart som först beskrevs av John Gilbert Baker, och fick sitt nu gällande namn av Brian David Schrire. Microcharis medicaginea ingår i släktet Microcharis och familjen ärtväxter. Inga underarter finns listade i Catalogue of Life.